# Patreksfjörður
Patreksfjörður ist ein Ort in den Westfjorden von Island.
Zwischen 1907 und dem 11. Juni 1994 gab es eine Gemeinde Patreksfjörður (isländisch Patrekshreppur), die sich dann mit den Gemeinden Barðaströnd, Rauðasandur und Bíldudalur zur Gemeinde Vesturbyggð zusammenschloss.
Dem Fischerort Patreksfjörður wurde 1954 das Stadtrecht verliehen.
Er ist jetzt mit 788 Einwohnern der Größte Ort und der Verwaltungssitz der Gemeinde.
Er liegt an der Nordseite des gleichnamigen Fjordes.
Das Gebiet um Patreksfjörður war bereits zur Wikingerzeit besiedelt.
1964 fand man am Fluss Vatndalsá ein Grab aus der Wikingerzeit, in dem sieben Menschen im Alter von 15–45 Jahren in einem sechs Meter langen Boot beerdigt waren.
Im Jahr 1900 zählte man 350 Einwohner.
Die Kirche Patreksfjarðarkirkja mit ihren 200 Sitzplätzen wurde am 19. Mai 1907 eingeweiht.
Das Gemälde über dem Altar ist eine Kopie des Werkes „Eines ist wichtig“ des dänischen Malers Carl Bloch.
Der isländische Maler Erró schuf 1957 anlässlich des fünfzigjährigen Bestehens der Kirche die Gemälde an der Kanzel.
Das 1916 aus Holz erbaute Haus „Vatneyrarbúð“ in der Aðalstraeti 1 im Ortskern steht seit 2014 unter Denkmalschutz.

## Verkehrsanbindung
In Patreksfjörður endet der Barðastrandarvegur  und beginnt der Bíldudalsvegur .
Beide beginnen oder enden am Vestfjarðavegur .

Patreksfjörður ist 392 Straßenkilometer von Reykjavík entfernt.
Es besteht Anschluss an die Straeto-Fernbuslinie 62, welche jedoch nur im Sommer in Betrieb ist.
Der Flugplatz des Ortes lag gegenüber auf der Südseite des Fjordes.
Er wurde 2011 wegen geringen Verkehrsaufkommens geschlossen.

## Persönlichkeiten
- Jón Ingi Guðmundsson (1909–1989), Wasserballspieler